# Annie Baker
Pour les articles homonymes, voir Baker.
Annie Baker, née en avril 1981 à Boston, est une dramaturge et enseignante américaine. Elle a remporté le Prix Pulitzer de l'œuvre théâtrale en 2014 pour sa pièce The Flick (en). Parmi ses œuvres figurent aussi John et les pièces dites de Shirley, dont l'action se déroule dans la ville fictive de Shirley dans l'état du Vermont : Circle Mirror Transformation (en), Body Awareness (en) et The Aliens. En 2017, elle reçoit le Prix MacArthur.

## Biographie

### Enfance et éducation
La famille Baker vit à Cambridge, dans le Massachusetts à la naissance d'Annie. Elle déménage à Amherst, dans le Massachusetts, où elle grandit. Son père, Conn Nugent, était l'un des administrateurs du Five College Consortium (en) et sa mère Linda Baker était doctorante en psychologie, devenue ensuite professeur de collège. Son frère est l'écrivain Benjamin Baker Nugent. Annie obtient une licence au département d'écriture dramatique de la Tisch School of the Arts de l'université de New York, puis en 2009 un master en écriture dramatique au Brooklyn College. L'un de ses premiers emplois consiste à superviser les candidats de l'émission de téléréalité The Bachelor.

### Enseignement
Annie Baker enseigne la dramaturgie à l'université de New York, au Barnard College, et au campus Stony Brook de Southampton. Elle est également professeur en dramaturgie pour le Master of fine arts Rita and Burton Goldberg du Hunter College.

### Œuvres théâtrales
Body Awareness (la conscience du corps), sa première pièce produite « Off-Broadway », est jouée par l'Atlantic Theater Company en mai et juin 2008. JoBeth Williams y tient le rôle principal. 
En octobre 2009, sa pièce Circle Mirror Transformation est donnée pour la première fois au Playwrights Horizons,. 
En avril 2010, The Aliens, est jouée pour la première fois à Rattlestick . La pièce arrive en finale du prix Sausan Smith Blackburn. Cette année là, Annie Baker reçoit l'Obie Award de la meilleure nouvelle pièce américaine pour Circle Mirror Transformation et pour The Aliens.
En octobre et novembre 2010, trois compagnies de théâtre de Boston produisent les trois pièces de Baker dont l'action se déroule dans la ville fictive de Shirley dans le Vermont : Circle Mirror Transformation, produit par la  Huntington Theatre Company, Body Awareness, produit par SpeakEasy Entreprise et The Aliens, produite par Company One,.
En juin et juillet 2012, son adaptation d'Oncle Vania d'Anton Tchekhov est jouée pour la première fois au Soho Repertory Theatre. Un critique du New York Times la décrit comme une nouvelle production « fraiche et funky ». Sur une réalisation de Sam Gold, le casting inclut Reed Birney (Vania), Maria Dizzia, Georgia Engel, Peter Friedman, Michael Shannon (comme Astrov), Rebecca Schull et Merritt Wever (Sonya). En 2012, Michael Shannon et Merritt Wever reçoivent le prix Joe A. Callaway pour leur interprétation.
En mars 2013, The Flick est joué pour la première fois au Playwrights Horizons. La même année, Annie Baker reçoit l'Obie Award de dramaturgie. En 2014, elle reçoit le prix Pulitzer de théâtre.

De juillet à septembre 2015, la pièce John, dirigée par Sam Gold et mettant en vedette Georgia Engel et Lois Smith, est jouée pour la première fois Off-Broadway au Signature Theatre. Cette pièce marque la 5e collaboration entre Sam Gold et Anne Baker. La pièce se situe dans un bed and breakfast à Gettysburg, en Pennsylvanie. Le magazine Time la classe à la huitième place dans la liste des dix pièces de théâtre et des comédies musicales de 2015, tandis que Le New York Times décrit la pièce comme 

« […] une  méditation obsédante sur des sujets qu'elle a traité de façon si singulière : l'omniprésence de la solitude dans la vie humaine, et de la difficulté de la recherche de l'amour et de la durée de la connexion. »

 En 2016, la pièce  John est nommée pour le Prix Lucille Lortel. Elle obtient six nominations pour le prix Drama Desk Awards. Elle remporte l'Obie Awards pour la performance de Georgia Engel et pour la collaboration entre Annie Baker, Sam Gold et l'équipe de conception.
En avril 2017, la nouvelle pièce de Baker, Les Antipodes,  est jouée pour la première fois à la Signature Theatre Company dirigée par Lila Neugebauer. Les acteurs de la pièce sont Phillip James Brannon, Josh Charles, Josh Hamilton, Danny Mastrogiorgio, Danny McCarthy, Emily Cass McDonnell, Brian Miskell, Sera Patton, et Nicole Rodenburg. La pièce s'y joue jusqu'au 4 juin.
En janvier 2018, la pièce est jouée au théâtre national de West End. Elle est dirigée par James Macdonald, et jouée par Marylouise Burke (Mertis) et June Watson (Geneviève).

## Réception de ses pièces
En 2008, Time Out New York écrit que Baker « crée des individus normaux aux prises avec des problèmes quotidiens dans leur petite ville », et que sa pièce Body Awareness  « marque l'arrivée d'une nouvelle dramaturgie qui semble remplir les critères de convenance du théâtre, mais qui vise plutôt la sincérité. Même s'il y a des maladresses en abondance dans son travail, elle s'attache à une narration efficace et des dialogues simples. L'écriture n'est pas superficiellement intelligente, elle est brillante ». 
En 2013, The New Yorker déclare que Baker « veut que la vie sur scène soit si vive, naturelle, et précise émotionnellement qu'elle déteint sur l'expérience profonde du temps et de l'espace des spectateurs. En se basant sur des conversations entendues, elle a créé un style de théâtre qui ressemble le moins possible à du théâtre, tout en utilisant les outils de la scène pour attirer l'attention du public ». 
En 2015, selon le site The Daily Beast, « l'art de Baker est de nous faire travailler dur en tant que public pour construire notre propre sens de sa/ses pièce[s] — la façon la meilleure, la plus enrichissante  de voir une représentation théâtrale. Les travaux de Baker ne sont pas pour ceux qui cherchent les histoires faciles d'un point A à un point B et des explications fournies à la cuillère. Baker, comme tous les grands auteurs, nous tend à tous un miroir ».

## Récompenses et honneurs
En 2008, Baker est l'un des sept auteurs sélectionnés pour participer au laboratoire de théâtre de l'institut Sundance.
En 2013, elle reçoit le prix du dramaturge Steinberg (50 000 $).
En 2014 elle reçoit une bourse Guggenheim, pour les Arts créatifs, le théâtre et les arts de la performance. La même année, sa nouvelle pièce intitulée The Last of the Little Hours est choisie par le laboratoire de théâtre de l'institut Sundance 2014 pour être présentée en juillet. Annie Baker dirige la pièce elle-même. La pièce « suit la vie quotidienne d'un groupe de moines Bénédictins ».
Baker fait partie du programme de résidence Residency Five du Signature Theatre, qui « garantit à chaque dramaturge trois productions  en première mondiale de nouvelles pièces durant cinq années de résidence. » John est la première pièce de ce programme,, The Antipodes, créée le 18 avril 2017 est la deuxième.
En 2017, elle reçoit une bourse de la fondation MacArthur d'une valeur de 625 000 $ sur une période de cinq ans, avec la mention qu'il s'agit de récompenser « l'exploitation minutieuse de la façon dont nous parlons, agissons et interagissons avec les autres, et l'absurdité et de la tragédie qui résultent des limitations de la langue ».

## Ouvrages
- Body Awareness, 2008
- Circle Mirror Transformation, 2009
- The Aliens, 2010
- Nocturama, 2010[40]
- Oncle Vania (adaptation), juin 2012
- The Flick, 2013
- John, 2015
- The Antipodes[41],[42]

FILMS
Janet Planet, 2023